# Lafcadio Hearn
Pour les articles homonymes, voir Hearn et Koizumi (homonymie).
Lafcadio Hearn (Leucade, République des Îles Ioniennes, 27 juin 1850 - Tokyo, Empire du Japon, 26 septembre 1904) est un écrivain d'origine britannique, qui prendra la nationalité japonaise en 1896, sous le nom de Yakumo Koizumi (小泉八雲, Koizumi Yakumo). Il passe les quatorze dernières années de sa vie (1890-1904) au Japon. Il fut un des grands introducteurs en Europe de la culture et de la littérature japonaises.

## Biographie

### Jeunesse
Patrick Lafcadio Hearn naît sur l'île Leucade — en grec moderne « Lefkada » (Λευκάδα), une des îles Ioniennes — ce qui explique son deuxième prénom. Son père est irlandais, chirurgien militaire dans l'armée britannique, et sa mère grecque. Mais à la suite de la mort de ses parents, Patrick Lafcadio Hearn est élevé par sa tante à Dublin. Il suit une scolarité quelque peu chaotique en Angleterre et en France.
Il perd l'œil gauche à 16 ans dans un accident en jouant avec des camarades de classe. C'est pour cette raison qu'il veille à se faire photographier de profil, en présentant le côté droit de son visage.

### Aux États-Unis
Lafcadio émigre à 19 ans aux États-Unis, où il débarque à New York, avant de s'installer à Cincinnati, où il exerce divers petits métiers avant d'être engagé comme journaliste dans un journal économique. Il découvre la culture japonaise par l'intermédiaire de contacts avec l'ambassadeur de l’empire du Japon. En 1874, il épouse secrètement Althea « Matthie » Foley, une cuisinière métisse, alors que les mariages mixtes sont illégaux. Lorsque cette union est découverte, il est renvoyé de son journal, l’Enquirer, et rejoint le journal concurrent, le Cincinnati Commercial.
En 1877, il quitte Cincinnati pour La Nouvelle-Orléans, en Louisiane. Là, il s'intéresse à la culture créole de cette ville et publie en 1885 un dictionnaire de proverbes créoles, Gombo Zhèbes, ainsi qu'un ouvrage de recettes culinaires intitulé La cuisine Creole (sic).

### En Martinique
De 1887 à 1889, il travaille pour le journal Harper's Monthly qui l'envoie comme correspondant aux Caraïbes. Il restera deux ans à Saint-Pierre en Martinique. L'île, qu'il qualifie de « Pays des revenants », lui inspire Youma, un roman « très original » dont le sujet est une révolte d'esclaves; il tire aussi de son séjour Two Years in the French West Indies — les deux ouvrages paraissent en 1890. De plus, il s'intéresse de près aux contes traditionnels martiniquais, et en recueillera un grand nombre, qu'il publiera dans différents ouvrages (Trois fois bel conte…, Contes créoles II).

### Au Japon
En 1890, Hearn se rend au Japon, toujours pour le Harper's, et débarque à Yokohama. Cependant, il abandonne rapidement son travail de journaliste et devient professeur à Izumo (出雲). C'est là qu'il fait la connaissance de  KOIZUMI Setsuko, une Japonaise de bonne famille, fille d'un samouraï, qu'il épouse en 1891. Il se verra ainsi accorder la citoyenneté japonaise en 1895, et prendra le nom de « KOIZUMI Yakumo ». Il prend ainsi le nom de famille de son épouse, et opte pour le prénom Yakumo / 八雲 (multitude de nuages), en référence à la région dont est originaire Setsuko.
Hearn commence alors à écrire sur le Japon et la culture japonaise, et ses articles sont publiés dans le The Atlantic Monthly, et repris dans différents magazines américains associés à The Atlantic. Il s'intéresse notamment aux histoires traditionnelles de fantômes japonais (yōkai). Ces différents essais sont réunis en 1894 en deux volumes, parus sous le titre de Glimpses of Unfamiliar Japan.
Grand voyageur, il déménage souvent et s'installe successivement à Kobe, Matsue, puis Tokyo, où il est nommé professeur de littérature anglaise à l'Université Waseda. Il effectue également l'ascension du Mont Fuji.
Par ailleurs, c'est Hearn qui importe le judo en Amérique (vers 1891, il enseigne dans une école dirigée par le créateur de la discipline, Jigorō Kanō), ayant convaincu son ami Theodore Roosevelt, alors président des États-Unis, d'inviter dans ce pays l’un des principaux experts du Kodokan, Yoshiaki Yamashita (en). Cette visite japonaise déclenche une mode pour ce sport dans le pays.
Enfin, grand admirateur de Pierre Loti, Hearn est également le traducteur en anglais de Maupassant, Théophile Gautier, Flaubert, Mérimée, Hugo, Zola, Nerval et Anatole France.

### Mort
Il meurt à Tokyo d'une attaque cardiaque en 1904 et il est enterré selon les rites bouddhiques. L'écrivain Natsume Sōseki lui succède à la chaire de littérature anglaise de l'université de Tokyo.

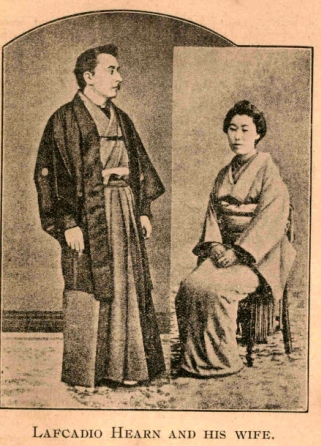
L. Hearn et sa femme. Paru dans The Modern Review, Oct. 1913.

## Ouvrages

### Ouvrages sur le(s) créole(s)
- (en) La Cuisine créole: A Collection of Culinary Recipes From Leading Chefs and Noted Creole Housewives, Who Have Made New Orleans Famous for Its Cuisine, 1885, nouv. éd., Applewood Books, 2011, 276 p.  (ISBN 978-1429097444).
- (en) Gombo Zhebes: Little dictionary of Creole proverbs: selected from six Creole dialects, 1885, nouv. éd., Aurian Society Publications, 1977, 42 p. (ASIN B0006XQ2ZI).
- (en) A Midsummer Trip to the West Indies, 1888 (ASIN B00ICTYHIW), .
- (en) Youma. The Story of a West-Indian Slave, 1890, nouv. éd., Kessinger Publishing, 2007, 196 p.  (ISBN 978-0-548-15444-1).
- (en) Lafcadio Hearn, Two Years in the French West Indies, New York, Harper & Brothers publishers, 1890 (réimpr. Echo Library, 2006, 252 p.  (ISBN 978-1-406-81126-1)), 431 p. (lire en ligne)

#### Traductions en français
- Youma. Roman martiniquais, trad. Marc Logé, Mercure de France, 1923, 234 p. (ASIN B0000DOQZX), Texte en ligne à la BNR

- Lafcadio Hearn, Esquisses martiniquaises, Paris, Mercure de France, 1924 (réimpr. L'Harmattan, 2004, 2 vol.), 245 p. (lire en ligne)
- Contes des Tropiques, trad. Marc Logé, Mercure de France, 1926 (ASIN B0158U7WIE). [lire en ligne (page consultée le 26 octobre 2024)]
- Un voyage d’été aux tropiques, Paris, Mercure de France, 1931, 223 p. (lire en ligne)
- Fantaisies créoles, suivi de Rêveries floridiennes, trad. Marc Logé, Mercure de France, 1938, 196 p. (ASIN B01CILAG8E).
- Trois fois bel conte, trad. Serge Denis, Mercure de France, 1939, 174 p. (ASIN B001822A2A). [lire en ligne (page consultée le 26 octobre 2024)]

- Aux vents caraïbes, avant-propos de Raphaël Confiant, Éditions Hoëbeke, coll. « Étonnants voyageurs », 2004, 430 p.  (ISBN 978-2-842-30201-6). Contient : Un voyage d'été aux Tropiques, Esquisses martiniquaises, Contes des tropiques.

### Ouvrages sur le Japon
- Chita-Koroko Chita. Un souvenir de l’Île Dernière, trad. Marc Logé, Mercure de France, 1911, 222 p. (ASIN B001C7O2UY).
- Esquisses japonaises, trad. Marc Logé, Mercure de France, 1934 (ASIN B001822AIE).
- Fantômes du Japon. Six légendes, trad. Marc Logé, Union Générale d'Éditions, coll. « Les Maîtres de l'Étrange et de la Peur », 1980  (ISBN 2-264-00305-7). Rééd. Éd. du Rocher, coll. « Motifs », préf. Francis Lacassin, 396 p.  (ISBN 978-2-268-06225-9)
- Feuilles éparses de littératures étranges, trad. Marc Logé, Mercure de France, 1922, (ASIN B003MQR7DC).
- Kokoro. Au cœur de la vie japonaise, trad. Mme Léon Raynal, Dujarric, 1906, 294 p. (ASIN B001C7TENY); nouv. trad. Sabine Boulongne et Jacqueline Lavaud, Paris, Minerve, 1989 et 2023, 224 p.  (ISBN 978-2-869-31172-5).
- En glanant dans les champs de Bouddha, trad. Marc Logé, Mercure de France, 1925 (ASIN B0000DMQZ6).
- (en) Kotto: Being Japanese Curios, With Sundry Cobwebs, [1902], nouv. éd., CreateSpace Independent Publishing Platform, 262 p.  (ISBN 978-1-495-38258-1).
- Le Roman de la Voie Lactée, Mercure de France, 1922, 254 p. (ASIN B0000DNIIC).
- La Lumière vient de l’Orient. Essais de psychologie japonaise, trad. Marc Logé, Mercure de France [1911], nouv. éd., Hachette Livre BNF, 2013, 362 p.  (ISBN 978-2-012-80185-1).
- Au Japon spectral, trad. Marc Logé, [1929], nouv. éd., Mercure de France, 1970  (ISBN 978-2-715-20412-6).
- Le Japon inconnu. Esquisses psychologiques, trad. Mme Léon Raynal, Dujarric [1904], nouv. éd., Hachette Livre BNF, 2014, 354 p.  (ISBN 978-2-013-41325-1).
- Études bouddhistes et rêveries exotiques, trad. Marc Logé, Mercure de France, 1930, 326 p.
- Pèlerinages japonais, trad. Marc Logé, 2e éd., Mercure de France, 1932 (ASIN B00181YYSO).
- Voyage au pays des dieux. Fêtes religieuses et coutumes japonaises, 3e éd., Mercure de France, 1933, 254 p.
- Kwaidan ou Histoires et études de choses étranges, [1904], nouv. éd., Mercure de France, coll. « Petit Mercure », 1998, 128 p. ; nouv. trad. Sabine Boulogne et Jacqueline Lavaud, Paris, Minerve, 1988, 164 p., et 2023, 178 p.  (ISBN 978-2-869-31171-8).
- Lettres japonaises. 1890-1893, trad. Marc Logé, Mercure de France, 1928, 225 p.

- Le Japon (trad. Marc Logé, Joseph de Smedt) (contient Le Roman de la Voie lactée; Au Japon spectral; Kwaidan; Pèlerinages japonais; Kottô), Paris, Mercure de France, 1993, 976 p. (ISBN 978-2-715-21720-1)
- Écrits sur le bouddhisme japonais (trad. Marc Logé, revue et corrigée par l'éditeur; Textes choisis et présentés par Denise Brahimi), Paris, Minerve, 1993, 174 p. (ISBN 978-2-869-31066-7)
- La Légende d'Urashima Tarö et autres histoires de fantômes (trad. Philippe Bonnet, préf. Denise Brahimi) (contient plusieurs contes inédits en français), Paris, Minerve, 2023, 222 p. (ISBN 978-2-869-31174-9)

- Dans la grotte des fantômes d'enfants et autres textes sur le vieux Japon (trad. Philippe Bonnet, préf. Denise Brahimi), Paris, Minerve, 2024, 222 p. (ISBN 978-2-869-31178-7)

## Hommages
De nombreux hommages ont été rendus à Lafcadio Hearn d'une manière ou d'une autre, en littérature, en bande dessinée, au cinéma, à la télévision ou encore à travers des musées qui lui sont consacrés.

### Musées
- Musée Lafcadio Hearn à Kildare (Irlande).
- Lafcadio Hearn Memorial Museum à Matsue (Japon).

### Littérature
- Statue de Lafcadio Hearn, poème d'Aimé Césaire.
- Le voyage de Lafcadio Hearn (1887), dix poèmes de Daniel Thaly, 1964.
- Saint-Pierre, poème d'Auguste Joyau, 1959.
- Lafcadio Hearn, Stefan Zweig, 1911 (publié en français dans le recueil Hommes et destins).

### Bande dessinée
- Lafcadio Hearn apparaît dans Colt Walker, BD de Yann et Lamy.
- Il apparaît dans le premier tome de Au temps de Botchan, BD de Jirô Taniguchi.
- Plusieurs allusions à Lafcadio Hearn dans le manga NonNonBâ de Shigeru Mizuki.
- Dans un documentaire tourné à la suite de la venue de Kazuo Umezu au festival d'Angoulême 2018, le mangaka déclare s'être inspiré des histoires de Koizumi Yakumo pour la réalisation de ses manga[5].
- Lafcadio Hearn est mentionné dans le tome 12 du manga Stranger Case.

### Cinéma
- Wall Eyed Nippon (ou Yabunirami Nippon), film de Hideo Suzuki, 1963.
- Kwaïdan, film de Masaki Kobayashi, prix spécial du jury au festival de Cannes, 1965.
- The Snow Woman, film de Tanaka Tokuzo, 1968.
- Lafcadio Hearn: Glimpses of Unfamiliar Japan, série télévisée biographique, 1982.
- Irish People Flying High in Japan, documentaire pour la télévision, 1992.

### Dramas (séries japonaises)
- Dans Stand Up! (un drama de 2003), Mochizuki sensei (interprétée par Yumiko Shaku) porte un T-shirt sur lequel est imprimé « Lafcadio Hearn » — en japonais (ラフカディオハーン?)

### Divers
- Place Lafcadio Hearn à Fort-de-France (Martinique).
- L'astéroïde (8114) Lafcadio est nommé en son honneur.